# Doris Bigum
Dorothea (Doris) Nielsine Severine Bigum, född Steiner 21 juni 1800 i Sachsen-Weimar, död 23 juni 1890 i Drammen, var en dansk-norsk skådespelare och teaterdirektör. Hon tillhör det fåtal scenartister som skapade sig ett namn i Norge innan en permanent teater hade grundats där 1827. 
Hon var dotter till teaterdirektören Gotthard Steiner (ca 1768–1831) och skådespelaren Sophie Marie Dorothea Cartum (eller Cortæus) (1776–1852) och syster till skådespelarna Wilhelmine Franck och Amalie Huusher. Hon gifte sig 1822 med skådespelaren Peder Lauritzen Bigum (1800–1828).
Doris Bigum var från sin barndom engagerad i sin fars teatersällskap, som uppträdde i både Norge och Danmark. Det är känt att hon uppträdde under dess turnéer i Norge 1805–1807. År 1825 tog hon och hennes make gemensamt över sällskapet från hennes far och 1827–1828 var de verksamma i Kristiansand. Efter makens död 1828 tycks hon ha överlåtit teatern på sin svåger Johan Conrad Huusher, medan hon själv var verksam hos Julius Olsen i Bergen innan hon 1829 återvände till Danmark. Hon var under 1830-talet engagerad vid J. P. Müllers danska teatersällskap, som uppträdde i både Danmark och Sverige. Hon återvände sedan till Norge och var 1837–1838 verksam i Fredrikshald, 1839 hos Olsen & Miller på Sørlandet, 1840 vid Carl Petersens trupp i Drammen och 1843 vid Petersens trupp i Fredrikshald. 
Efter moderns död 1852 avslutade hon sin karriär och bosatte sig hos sin dotter i Drammen.